# Karl Gallwitz
El teniente Karl Gallwitz (Sigmaringen, 18 de agosto de 1895 - Gotinga, Alemania; 17 de mayo de 1984) fue un as de la aviación alemán de la Primera Guerra Mundial, acreditado con 10 victorias aéreas.
Gallwitz originalmente voló un Roland D.III para unidades de cooperación de artillería en el frente ruso, derribando dos globos de observación, antes de una breve transferencia al Jasta 29. El 24 de agosto de 1917, se unió al Jasta Boelcke. Él derribó tres veces en octubre, en donde el último derribo mató a Arthur Rhys-Davids. Reinició en 1918, derribando cinco veces más, incluyendo a los ases británicos Robert Kirkman Kirby y John Herbert Hedley. Gallwitz terminó con su cuenta personal con diez derribos, el 21 de abril de 1918, y se estrelló poco después. Una vez que se recuperó de sus heridas, fue asignado al Inspekteur der Flieger.
Más tarde fue profesor de la maquinaria agrícola en la Universidad de Göttingen, donde enseñó desde 1936 hasta 1965.